# کلاوس بارتل
کلاوس بارتل (انگلیسی: Klaus Barthel) یک سیاست‌مدار اهل آلمان بود.